# Фернандо Платас
Фернандо Платас (16 березня 1973) — мексиканський стрибун у воду.
Призер Олімпійських Ігор 2000 року, учасник 1992, 1996, 2004 років.
Призер Чемпіонату світу з водних видів спорту 2001 року.
Переможець Панамериканських ігор 1995, 1999 років, призер 2003 року.
Переможець літньої Універсіади 1995 року.